# Radio María Argentina
Radio María Argentina es una emisora de radio argentina asociada a la Familia Mundial de Radio María que emite desde las ciudades de Córdoba y Buenos Aires una programación completamente especializada en contenidos religiosos católicos.
Radio María Argentina es un medio de comunicación para la evangelización, actualmente con más de 270 emisoras en todo el país. Su objetivo es la difusión del mensaje evangélico de gozo y esperanza, y la promoción de las personas en su realidad cultural, conforme al espíritu de la Iglesia católica.
La emisora mariana se sostiene gracias al aporte generoso y voluntario de su audiencia. La sede central y sus principales estudios están en la ciudad de Córdoba, aunque cuenta con estaciones en toda Argentina, sumado a la presencia de voluntarios que aseguran 24 horas de transmisión los 365 días del año.
Radio María también posee un estudio en la Ciudad Autónoma de Buenos Aires, desde donde se realiza parte de la programación.

## Historia
Radio María Argentina tiene sus inicios en la ciudad de Córdoba, sobre la base de la ya existente Radio Encuentro creada por el padre Francisco Palacios. Inició sus transmisiones el 8 de diciembre de 1996, como Radio María Argentina, en comuninión con la Familia Mundial de Radio María.
Su director es el Padre Javier Soteras, sacerdote del clero secular de Córdoba. Sus estudios centrales se ubican en el área central de la capital mediterránea.

## Frecuencias

### Área Metropolitana de Buenos Aires
- FM 95.5 MHz. Adrogué
- FM 93.5 MHz. Caseros
- LRL309 FM 88.5 MHz. Ciudad Autónoma de Buenos Aires
- LRL303 FM 91.3 MHz. Ciudad Autónoma de Buenos Aires
- FM 89.5 MHz. Ciudadela
- FM 104.5 MHz. Isidro Casanova
- LRI314 FM 99.5 MHz. La Plata
- FM 92.3 MHz. Lomas del Mirador
- LRI208 AM 820 kHz. Longchamps
- FM 88.1 MHz. Ramos Mejia
- AM 1150 kHz. San Justo
- FM 88.7 MHz. Villa Celina

### Provincia de Buenos Aires
- FM 95.9 MHz. América
- LRS933 FM 92.1 MHz. Arrecifes
- FM 92.5 MHz. Ayacucho
- FM 95.9 MHz. Azul
- LRI340 FM 89.9 MHz. Bahía Blanca
- LRS385 FM 90.5 MHz. Balcarce
- FM 97.5 MHz. Benito Juárez
- FM 90.5 MHz. Bordenave
- FM 96.3 MHz. Bragado
- LRI302 FM 90.9 MHz. Castelli
- FM 90.1 MHz. Carhue
- FM 92.1 MHz. Carlos Casares
- FM 94.9 MHz. Carmen de Patagones
- FM 94.5 MHz. Chascomus
- FM 95.9 MHz. Chivilcoy
- FM 96.1 MHz. Colon
- FM 99.5 MHz. Coronel Pringles
- FM 91.7 MHz. Coronel Suárez
- FM 88.9 MHz. Daireaux
- FM 89.1 MHz. Dolores
- FM 91.3 MHz. General Lamadrid
- FM 91.3 MHz. General Pinto
- FM 99.1 MHz. General Villegas
- FM 94.1 MHz. Henderson
- FM 94.7 MHz. Junín
- LRI417 FM 106.1 MHz. Las Toninas
- LRS394 FM 92.9 MHz. Lincoln
- LRS932 FM 88.7 MHz. Lobos
- FM 95.5 MHz. Maipú
- LRI331 FM 92.1 MHz. Mar del Plata
- FM 89.5 MHz. Mayor Buratovich
- LRS944 FM 91.7 MHz. Miramar
- LRI322 FM 93.1 MHz. Necochea
- FM 93.7 MHz. Nueve de Julio
- FM 101.9 MHz. Olavarria
- LRS393 FM 83.3 MHz. Pehuajó
- FM 92.5 MHz. Pergamino
- FM 92.7 MHz. Pigue
- FM 96.9 MHz. Ramallo
- FM 93.7 MHz. Saladillo
- FM 92.5 MHz. San Carlos de Bolívar
- LRM880 FM 95.3 MHz. San Nicolás de los Arroyos
- FM 102.1 MHz. San Pedro
- FM 99.5 MHz. Tandil
- FM 97.7 MHz. Treinta de Agosto
- LRI401 FM 92.1 MHz. Trenque Lauquen
- FM 88.7 MHz. Tres Arroyos
- FM 97.3 MHz. Tres Lomas
- FM 95.3 MHz. Veinticinco de Mayo

### Provincia de Catamarca
- LRQ759 FM 94.9 MHz. Andalgalá
- FM 95.1 MHz. Belén
- FM 88.7 MHz. Cerro Ancasti
- FM 88.9 MHz. San Fernando del Valle
- FM 88.9 MHz. Santa María

### Provincia de Córdoba
- LRJ428 FM 101.5 MHz. Córdoba (Cabecera de la red)
- FM 96.7 MHz. Alejo Ledesma
- LRJ308 FM 98.1 MHz. Alta Gracia
- LRT705 FM 90.9 MHz. Arroyito
- FM 102.3 MHz. Balnearia
- LRJ394 FM 90.9 MHz. Bell Ville
- FM 95.7 MHz. Berrotaran
- FM 95.5 MHz. Camilo Aldao
- FM 97.1 MHz. Canals
- FM 92.3 MHz. Capilla del Monte
- FM 95.3 MHz. Colonia Caroya
- LRJ422 FM 94.7 MHz. Cruz del Eje
- LRJ711 FM 101.7 MHz. Deán Funes
- LRT708 FM 89.5 MHz. General Cabrera
- FM 92.7 MHz. Huinca Renanco
- FM 95.5 MHz. Jesús María
- FM 90.3 MHz. Justiniano Posse
- FM 91.9 MHz. La Francia
- LRJ427 FM 91.7 MHz. La Para
- FM 96.9 MHz. Laboulaye
- FM 93.1 MHz. Las Varillas
- LRJ328 FM 88.7 MHz. Luque
- LRJ310 FM 93.7 MHz. Marcos Juárez
- FM 99.5 MHz. Monte Buey
- FM 94.1 MHz. Morteros
- FM 91.7 MHz. Obispo Trejo
- LRT709 FM 91.7 MHz. Oliva
- FM 90.5 MHz. Pascanas
- LRJ418 FM 89.5 MHz. Pilar
- FM 95.3 MHz. Reducción
- FM 91.5 MHz. Río Ceballos
- LRJ414 FM 95.9 MHz. Río Cuarto
- FM 104.7 MHz. Río Tercero
- FM 90.1 MHz. Sampacho
- FM 98.3 MHz. San Carlos Minas
- LRJ318 FM 90.3 MHz. San Francisco
- FM 95.3 MHz. Santa Rosa de Calamuchita
- FM 103.1 MHz. Serrezuela
- LRJ419 FM 92.7 MHz. Villa Carlos Paz
- LRJ420 FM 97.3 MHz. Villa Cura Brochero
- FM 101.9 MHz. Villa del Soto
- FM 96.1 MHz. Villa del Totoral
- LRJ421 FM 92.1 MHz. Villa Dolores
- FM 92.1 MHz. Villa Huidobro
- LRJ432 FM 97.5 MHz. Villa María

### Provincia de Corrientes
- LRI311 FM 92.9 MHz. Bella Vista
- FM 96.1 MHz. Corrientes
- FM 92.5 MHz. Curuzu Cuatia
- FM 96.1 MHz. Esquina
- FM 91.1 MHz. Gobernador Virasoro
- LRH304 FM 89.9 MHz. Goya
- FM 101.5 MHz. Ituzaingo
- FM 97.5 MHz. La Cruz
- FM 104.1 MHz. Mercedes
- FM 93.5 MHz. Monte Caseros
- LRR862 FM 91.7 MHz. Paso De Los Libres
- FM 106.7 MHz. Saladas
- LRH306 FM 88.9 MHz. San Miguel
- FM 97.9 MHz. Santo Tome
- FM 103.9 MHz. Sauce

### Provincia de Chaco
- LRR839 FM 91.5 MHz. Charata
- FM 103.1 MHz. General San Martin
- LRR840 FM 106.5 MHz. Juan José Castelli
- FM 90.3 MHz. Machagai
- FM 94.1 MHz. Pampa del Indio
- FM 94.7 MHz. Presidencia Roque Sáenz Peña
- LRR837 FM 89.7 MHz. Quitilipi
- FM 102.9 MHz. Resistencia
- FM 95.5 MHz. Tres Isletas
- LRR838 FM 90.9 MHz. Villa Ángela

### Provincia de Chubut
- LRF923 FM 105.9 MHz. Colonia Sarmiento
- FM 92.9 MHz. Comodoro Rivadavia
- LRF891 FM 91.7 MHz. Esquel
- LRF889 FM 91.7 MHz. Puerto Madryn
- FM 102.7 MHz. Rawson

### Provincia de Entre Ríos
- FM 91.5 MHz. Chajari
- LRP317 FM 92.3 MHz. Colón
- FM 94.1 MHz. Concepción del Uruguay
- FM 95.3 MHz. Concordia
- FM 96.1 MHz. Crespo
- FM 91.3 MHz. Federación
- FM 99.1 MHz. Federal
- FM 91.3 MHz. Gualeguay
- FM 96.1 MHz. Gualeguaychu
- LRI345 FM 88.9 MHz. La Paz
- FM 92.1 MHz. Nogoyá
- FM 102.1 MHz. Paraná
- FM 98.1 MHz. Rosario del Tala
- LRI348 FM 9.7 MHz. San José de Feliciano
- LRI343 FM 88.5 MHz. Santa Elena
- FM 91.3 MHz. Urdinarrain
- FM 95.5 MHz. Victoria
- LRS402 FM 89.9 MHz. Villaguay

### Provincia de Formosa
- FM 92.5 MHz. Clorinda
- FM 93.1 MHz. El Espinillo
- FM 94.9 MHz. Formosa
- FM 91.7 MHz. Pirané

### Provincia de Jujuy
- FM 95.5 MHz. Abra Pampa
- FM 91.9 MHz. La Quiaca
- FM 94.3 MHz. Libertador General San Martín
- FM 91.5 MHz. Perico
- FM 89.1 MHz. San Pedro de Jujuy
- LRK306 FM 91.3 MHz. San Salvador de Jujuy
- FM 91.1 MHz. Yuto

### Provincia de La Pampa
- FM 95.5 MHz. Eduardo Castex
- LRG319 FM 105.1 MHz. General Pico
- FM 89.3 MHz. Santa Rosa

### Provincia de La Rioja
- FM 95.3 MHz. Aimogasta
- LRT438 FM 89.5 MHz. Chamical
- FM 98.9 MHz. Chepes
- LRN928 FM 92.9 MHz. Chilecito
- FM 90.7 MHz. Famatina
- LRJ435 FM 99.5 MHz. La Rioja
- FM 93.3 MHz. Villa Union

### Provincia de Mendoza
- FM 100.1 MHz. General Alvear
- FM 91.9 MHz. Malargue
- LRJ424 FM 90.7 MHz. Mendoza
- LRT702 FM 105.7 MHz. San Martín
- LRN439 FM 107.1 MHz. San Rafael
- LRT439 FM 90.7 MHz. Tunuyán
- FM 91.1 MHz. Tupungato

### Provincia de Misiones
- LRR867 FM 93.3 MHz. Eldorado
- FM 90.3 MHz. Oberá
- FM 100.7 MHz. Puerto Iguazú
- FM 91.5 MHz. San Javier
- FM 92.1 MHz. San Vicente
- FM 99.3 MHz. Veinticinco de Mayo

### Provincia de Neuquén
- LRU316 FM 89.5 MHz. Cutral-Có
- FM 93.3 MHz. San Martin de los Andes
- FM 94.7 MHz. Zapala

### Provincia de Río Negro
- FM 102.5 MHz. Catriel
- LRU315 FM 89.3 MHz. Choele Choel
- FM 93.1 MHz. Cinco Saltos
- FM 91.7 MHz. Cipoletti
- FM 91.1 MHz. El Bolson
- LRU330 FM 107.7 MHz. General Roca
- LRU314 FM 90.3 MHz. Ingeniero Jacobacci
- FM 97.5 MHz. Lamarque
- LRU323 FM 89.5 MHz. Río Colorado
- LRG931 FM 105.3 MHz. San Carlos de Bariloche
- FM 92.9 MHz. Sierra Grande
- LRU324 FM 94.3 MHz. Villa Regina

### Provincia de Salta
- FM 97.5 MHz. Apolinario Saravia
- FM 92.1 MHz. Cafayate
- FM 90.5 MHz. General Güemes
- FM 92.5 MHz. Joaquin V. González
- LRK719 FM 92.7 MHz. Rosario de la Frontera
- FM 92.7 MHz. Rosario de Lerma
- FM 102.1 MHz. Salta
- FM 92.7 MHz. San Antonio de los Cobres
- FM 93.1 MHz. San José de Metán
- LRQ368 FM 91.5 MHz. San Ramón de la Nueva Orán
- LRK729 FM 91.7 MHz. Tartagal

### Provincia de San Juan
- FM 92.5 MHz. Caucete
- FM 91.9 MHz. San José de Jachal
- FM 90.1 MHz. San Juan
- FM 92.1 MHz. Villa Aberastain

### Provincia de San Luis
- FM 98.3 MHz. Villa de Merlo

### Provincia de Santa Cruz
- FM 94.5 MHz. Caleta Olivia
- LRF916 FM 90.7 MHz. Las Heras
- LRF918 FM 89.7 MHz. Los Antiguos
- LRF915 FM 90.1 MHz. Pico Truncado
- FM 91.9 MHz. Puerto Deseado
- LRF917 FM 91.7 MHz. Puerto San Julián
- LRF305 FM 94.5 MHz. Río Gallegos
- FM 91.3 MHz. Río Turbio

### Provincia de Santa Fe
- FM 93.1 MHz. Armstrong
- LRI373 FM 101.5 MHz. Barrancas
- LRS928 FM 91.1 MHz. Calchaquí
- LRS927 FM 91.5 MHz. Carlos Pellegrini
- LRS930 FM 91.1 MHz. Carreras
- FM 101.1 MHz. Casilda
- FM 101.9 MHz. Ceres
- LRS931 FM 90.9 MHz. Chañar Ladeado
- FM 101.5 MHz.  Elortondo
- LRI372 FM 98.1 MHz. Emilia
- LRS946 FM 91.3 MHz. Esperanza
- FM 97.5 MHz. Firmat
- FM 94.9 MHz. Gálvez
- FM 94.9 MHz. María Teresa
- LRI374 FM 103.7 MHz. Pilar
- FM 107.7 MHz. Rafaela
- FM 89.3 MHz. Reconquista
- FM 89.1 MHz. Rosario
- FM 92.1 MHz. Rufino
- FM 90.3 MHz. San Carlos
- FM 94.9 MHz. San Cristóbal
- LRI315 FM 102.1 MHz. Santa Fe de la Vera Cruz
- LRS401 FM 92.7 MHz. San Justo
- FM 97.5 MHz. Sunchales
- LRI332 FM 89.7 MHz. Venado Tuerto
- FM 106.1 MHz. Villa Cañás
- FM 91.5 MHz. Villa Ocampo

### Provincia de Santiago del Estero
- FM 90.3 MHz. Añatuya
- FM 96.3 MHz. Frías
- FM 96.7 MHz. Los Juries
- LRK328 FM 104.9 MHz. Quimilí
- FM 106.7 MHz. Santiago del Estero
- LRK889 FM 97.7 MHz. Termas de Río Hondo

### Provincia de Tierra del Fuego, Antártida e Islas del Atlántico Sur
- FM 101.5 MHz. Río Grande
- LRF794 FM 88.3 MHz. Ushuaia

### Provincia de Tucumán
- FM 92.7 MHz. Concepción
- FM 93.3 MHz. Juan Bautista Alberdi
- FM 92.7 MHz. Monteros
- FM 90.7 MHz. San Miguel del Tucumán